# Diarabakoko
Diarabakoko är en ort i Burkina Faso.   Den ligger i regionen Cascades, i den sydvästra delen av landet, 400 km sydväst om huvudstaden Ouagadougou. Diarabakoko ligger 280 meter över havet och antalet invånare är 1 882.
Terrängen runt Diarabakoko är platt. Närmaste större samhälle är Banfora, 18,6 km norr om Diarabakoko.
Omgivningarna runt Diarabakoko är en mosaik av jordbruksmark och naturlig växtlighet. Runt Diarabakoko är det ganska tätbefolkat, med 78 invånare per kvadratkilometer.